# Семиславка
Семиславка — река в Московской области России, левый приток Москвы-реки. Протекает в муниципальном округе Егорьевск и городском округе Воскресенск, а также в черте города Воскресенска. Длина — 19 километров, площадь водосборного бассейна — 78,3 км². Впадает в Москву-реку в 27 километрах от её устья.
По данным Государственного водного реестра России, относится к Окскому бассейновому округу. Речной бассейн — Ока, речной подбассейн — бассейны притоков Оки до впадения Мокши, водохозяйственный участок — Москва от водомерного поста в деревне Заозерье до города Коломны.